# Paul Heyse
Paul Johann Ludwig von Heyse (Berlin, 1830. március 15.– München, 1914. április 2.) német költő és elbeszélő, a müncheni költőkör tagja. 1910-ben ő volt az első német szépirodalmi író, aki irodalmi Nobel-díjat kapott. A politikamentes szórakoztató irodalom jeles képviselője.

## Élete, munkássága

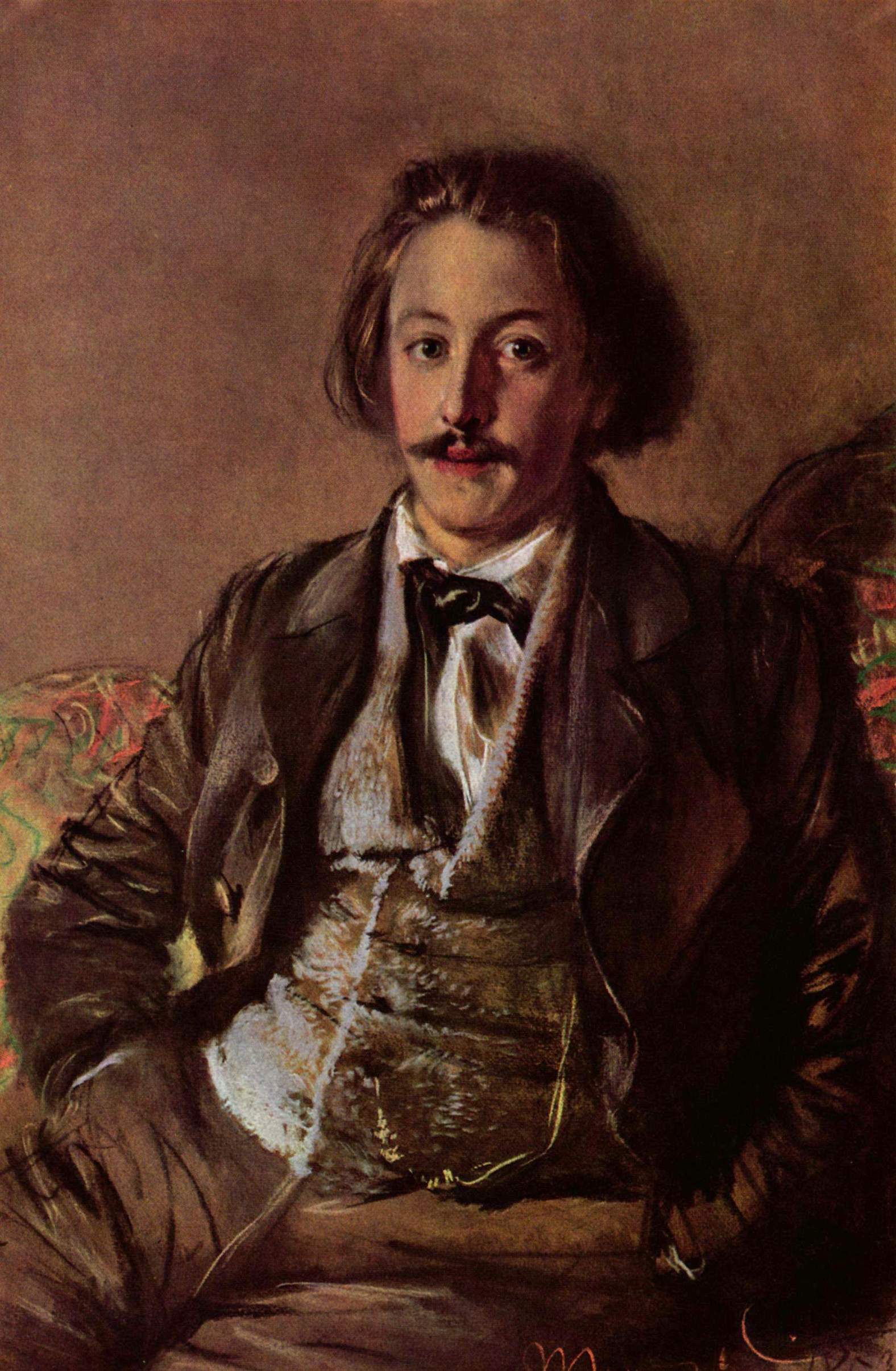
Adolph Menzel festménye (1853)

Berlinben született, a berlini egyetemen tanult filológiát, tanulmányai befejeztével magántudósként élt. 1852-ben beutazta Olaszországot. 1854-ben II. Miksa bajor király meghívta müncheni udvarába, s ott az elbeszélő műfajok koronázatlan királyaként élte le életét.
A maga korában tekintélyes képviselője volt a müncheni költőkörnek, melynek tagjai a német Parnasszust, az idealista esztétikát és az elvont szépség kultuszát képviselték, mely végül az egyesített német birodalom dicsőítését és az előkelő emberek szórakoztatását célozta, a szórakoztató irodalom mind a mai napig divatban van természetesen nemcsak Németországban.
Heyse tudatosan Giovanni Boccaccio reneszánsz novelláinak mintájára írta saját elbeszéléseit, melyekben a téma szinte kizárólag mindig a szerelem, kissé rafinált lelki problémaként felvetve. Remek stiliszta volt, neoreneszánsz, neoklasszicista stílusban írt, artisztikus elbeszélő művészetét nemcsak az udvari emberek, hanem a polgárság körei is kedvelték, nem zavarta őket, hogy Heyse jellemformálása és helyzetrajza gyenge. Igény volt a szórakoztató irodalomra. Legsikeresebb novelláját L’Arrabiata címen írta 1855-ben.
Igen termékeny alkotó volt, számos vers mellett Heyse mintegy 180 novellát, nyolc regényt és 1912-ig 68 drámát írt. Az összes műve 15 kötetből áll, mindegyik kb. 700 oldalas, de nem is tartalmazza minden írását. Heyse műveit a legnagyobb európai nyelvekre és eszperantóra is lefordították. Magyar nyelven számos műve olvasható a Magyar Elektronikus Könyvtárban.

## Magyarul
- Heyse Pál: Barbarossa. Beszély; Kocsi Ny., Pest, 1871
- A grófi kastélyban. Beszély; ford. Halasi Aladár; Franklin, Bp., 1879
- Két rab. Beszély; ford. R. M.; Franklin, Bp., 1888 (Olcsó könyvtár)
- Felejthetetlen szavak / Megosztott szív; ford. Fái J. Béla; ford. Fái J. Béla; Singer-Wolfner, Bp., 1890 (Egyetemes regénytár. V.)
- A grófi kastélyban. Beszély; ford. Halasi Aladár; Franklin, Bp., 1879 (Olcsó könyvtár. Új olcsóbb kiadás)
- A sellő. Elbeszélés; ford. Szikrai Odo; Franklin, Bp., 1898 (Olcsó könyvtár)
- Német elbeszélők tára. 1. sorozat; Paul Heyse, Hans Hoffmann, Johan Henry Mackay; ford. Alexander Erzsi; Lampel, Bp., 1900 (Magyar könyvtár)
- Laurella megcsókolt; ford. Bilevicz Franciska; Globus Ny., Bp., 1944 (Szórakoztató regények)